# Annual Reviews
Annual Reviews — американське  некомерційне видавництво, яке публікує 47 щорічних наукових журналів у різних галузях природних і соціальних наук. Кожен окремий випуск «Щорічного огляду» складається приблизно з 12-40 всеосяжних оглядових статей, які підсумовують найважливіші досягнення останніх кількох років у певній предметній галузі. Теми можуть повторюватися; наприклад, з 1981 по 2000 рік з'явилося сім статей під назвою «Attitude Change», які представляли нові та переглянуті концепції в психології ставлення.  
Штаб-квартира знаходиться в Пало-Альто (штат Каліфорнія, США).
Ці огляди часто використовують в навчанні та дослідженнях і служать для того, щоб надавати швидкий доступ до нової галузі наукових досліджень. Усі автори є авторитетними фахівцями у своїй предметній галузі та були запрошені редакцією для написання однієї чи кількох статей.
Кожна з 47 серій доступна як переплетене щорічне видання; окремі статті можна завантажити з веб-сайту видавництва за плату або в рамках передплати інституту. Annual Reviews також бере участь у проекті Wikipedia Library Card; постійні учасники Вікіпедії мають повний доступ до статей видавця.

## Історія
Першою серією Annual Reviews був Annual Review of Biochemistry, вперше опублікований у 1932 році. Додаткові журнали з’являються з інтервалом у кілька років, щоб віддати належне науковому прогресу та розвитку нових предметних галузей. З 1996 року всі номери доступні в електронному вигляді, а з 2004 року більшість серій Annual Review стали кольоровими.

## Список видань
| Журнал | Заснування |
| --- | ---------- |
| Annual Review of Analytical Chemistry                                                                          | 2008       |
| Annual Review of Animal Biosciences                                                                            | 2013       |
| Annual Review of Anthropology                                                                                  | 1972       |
| Annual Review of Astronomy and Astrophysics                                                                    | 1963       |
| Annual Review of Biochemistry                                                                                  | 1932       |
| Annual Review of Biomedical Engineering                                                                        | 1999       |
| Annual Review of Biophysics (раніше „Biophysics and Bioengineering“ і „Biophysics and Biomolecular Structure“) | 1972       |
| Annual Review of Cancer Biology                                                                                | 2017       |
| Annual Review of Cell and Developmental Biology                                                                | 1985       |
| Annual Review of Chemical and Biomolecular Engineering                                                         | 2010       |
| Annual Review of Clinical Psychology                                                                           | 2005       |
| Annual Review of Computer Science                                                                              | 1986–1990  |
| Annual Review of Condensed Matter Physics                                                                      | 2010       |
| Annual Review of Earth and Planetary Sciences                                                                  | 1973       |
| Annual Review of Ecology, Evolution, and Systematics (раніше „Ecology and Systematics“)                        | 1970       |
| Annual Review of Economics                                                                                     | 2009       |
| Annual Review of Entomology                                                                                    | 1956       |
| Annual Review of Environment and Resources (раніше „Energy and the Environment“)                               | 1976       |
| Annual Review of Financial Economics                                                                           | 2009       |
| Annual Review of Fluid Mechanics                                                                               | 1969       |
| Annual Review of Food Science and Technology                                                                   | 2010       |
| Annual Review of Genetics                                                                                      | 1967       |
| Annual Review of Genomics and Human Genetics                                                                   | 2000       |
| Annual Review of Immunology                                                                                    | 1983       |
| Annual Review of Law and Social Science                                                                        | 2005       |
| Annual Review of Linguistics                                                                                   | 2015       |
| Annual Review of Marine Science                                                                                | 2009       |
| Annual Review of Materials Research                                                                            | 1971       |
| Annual Review of Medicine                                                                                      | 1950       |
| Annual Review of Microbiology                                                                                  | 1947       |
| Annual Review of Neuroscience                                                                                  | 1978       |
| Annual Review of Nuclear and Particle Science                                                                  | 1952       |
| Annual Review of Nutrition                                                                                     | 1981       |
| Annual Review of Organizational Psychology and Organizational Behavior                                         | 2014       |
| Annual Reviews of Pathology: Mechanisms of Disease                                                             | 2006       |
| Annual Review of Pharmacology and Toxicology                                                                   | 1961       |
| Annual Review of Physical Chemistry                                                                            | 1950       |
| Annual Review of Physiology                                                                                    | 1939       |
| Annual Review of Phytopathology                                                                                | 1963       |
| Annual Review of Plant Biology (раніше „Plant Physiology and Plant Molecular Biology“)                         | 1950       |
| Annual Review of Political Science                                                                             | 1998       |
| Annual Review of Psychology                                                                                    | 1950       |
| Annual Review of Public Health                                                                                 | 1980       |
| Annual Review of Resource Economics                                                                            | 2009       |
| Annual Review of Sociology                                                                                     | 1975       |
| Annual Review of Statistics and Its Application                                                                | 2014       |
| Annual Review of Virology                                                                                      | 2014       |
| Annual Review of Vision Science                                                                                | 2015       |